# Гальфьон, Жан
Жан Гальфьон (фр. Jean Galfione; род. 9 июня 1971 года) — французский легкоатлет, который специализировался в прыжках с шестом.
Родился в Париже. Впервые на международной арене заявил о себе в 1990 году, когда стал чемпионом мира среди юниоров. На следующий год занял 10-е место на мировом первенстве в Токио. В 1993 году выиграл бронзовые медали на чемпионате мира в помещении, Универсиаде и Средиземноморских играх. Серебряный призёр чемпионата Европы в помещении 1994 года. 
На Олимпиаде в Атланте вырвал золотую медаль у российского прыгуна Игоря Траденкова, обыграв его по попыткам. В 1998 году выигрывает бронзовую медаль чемпионата Европы. В 1999 году стал чемпионом мира в помещении, выиграв с личным рекордом 6,00 метров. 
После этого чемпионата его карьера пошла на спад. Он больше не смог выиграть ни одного крупного чемпионата. Принял участие в Олимпийских играх 2000 года, но не смог пробиться в финал. На мировом первенстве в Хельсинки он также не смог выйти в финальную стадию соревнований, заняв лишь 8-е место в квалификационных прыжках.
За годы выступлений 6 раз выигрывал национальный чемпионат. Один из двадцати девяти прыгунов, кому покорилась высота 6 метров. После ухода из спорта работал комментатором на телеканале Canal+.